# Eggiwil
Eggiwil ([ˌɛkiˈʋiːl]) ist eine Einwohnergemeinde im Schweizer Kanton Bern. Sie gehört zum Verwaltungskreis Emmental.

## Geographie
Eggiwil liegt im oberen Emmental. Nachbargemeinden sind Signau, Langnau, Röthenbach, Schangnau, Marbach, Trub und Trubschachen. Durch die Gemeinde hindurch fliessen die Emme sowie der Röthenbach, der hier in sie mündet. Der höchstgelegene Punkt ist der Wachthubel auf 1414 m ü. M., die tiefste Stelle liegt in der Aeschau auf 690 m ü. M.

## Geschichte
Nach dem Bau der Kirche (1631) wurde Eggiwil 1648 eine selbständige Gemeinde.
Im Dezember 1632 begleitete der Landvogt von Signau den Berner-Münster-Pfarrer Dekan Schmid ins Eggiwyl, wo dieser hohe Herr zur Einweihung der neu erbauten Kirche die Festpredigt zu halten hatte. 
Die Kirche war im Auftrag der «gnädigen Herren» als Geschenk an die Eggiwiler gebaut worden, um der Ausbreitung der «täuferischen Irrlehre» entgegenzutreten. Die Pläne für den Kirchenbau hatte der Berner-Münster-Baumeister Daniel Heinz entworfen. Der Grundstein der Kirche wurde am 16. Mai 1630 gelegt. Die Kosten wurden von den Gnädigen Herren übernommen und vermutlich mit Geldern bezahlt, die aus dem Verkauf von Höfen und Gütern stammten, deren täuferisch gesinnte Besitzer zuvor enteignet wurden. Mit der Überwachung des Baus wurde der Landvogt von Signau betraut, der auch die Handwerker und sonstigen Hilfskräfte zu entschädigen hatte, wobei sich die Bauherren nicht knauserig zeigten. So sorgte der Landvogt auch für Speise und Trank. Fässer voll «Wyn» wurden von Bern ins Eggiwyl geführt.
In der Aeschau wird seit 1906 Grundwasser gewonnen. Das Wasser aus der Grundwasserfassung Aeschau, welches zu rund 70 Prozent vom Wasser der Emme gespiesen wird, fliesst anschliessend über eine 30 Kilometer lange Leitung nach Ittigen ins Reservoir Mannenberg und versorgt u. a. einen grossen Teil der Stadt Bern mit Trinkwasser.

## Politik
Gemeindepräsidentin ist seit 2023 Lydia Bähler (Stand 2024).
Bei den Nationalratswahlen 2023 betrugen die Wähleranteile in Eggiwil(in Klammern die Veränderung im Vergleich zu den Wahlen 2019 in Prozentpunkten): SVP 69,23 % (+2,17), EDU 7,58 % (+1,56), Mitte 6,72 % (−2,44), SP 4,00 % (+1,55), Grüne 3,25 % (−0,50), glp 2,81 % (−0,39), EVP 2,70 % (−0,44), FDP 1,38 % (−0,83), Weitere 2,33 % (−0,69).

## Sehenswürdigkeiten
- Der Eggiwiler Haus- und Brückenweg. In: eggiwiler-haus-und-brueckenweg.ch.[9][10]

## Impressionen

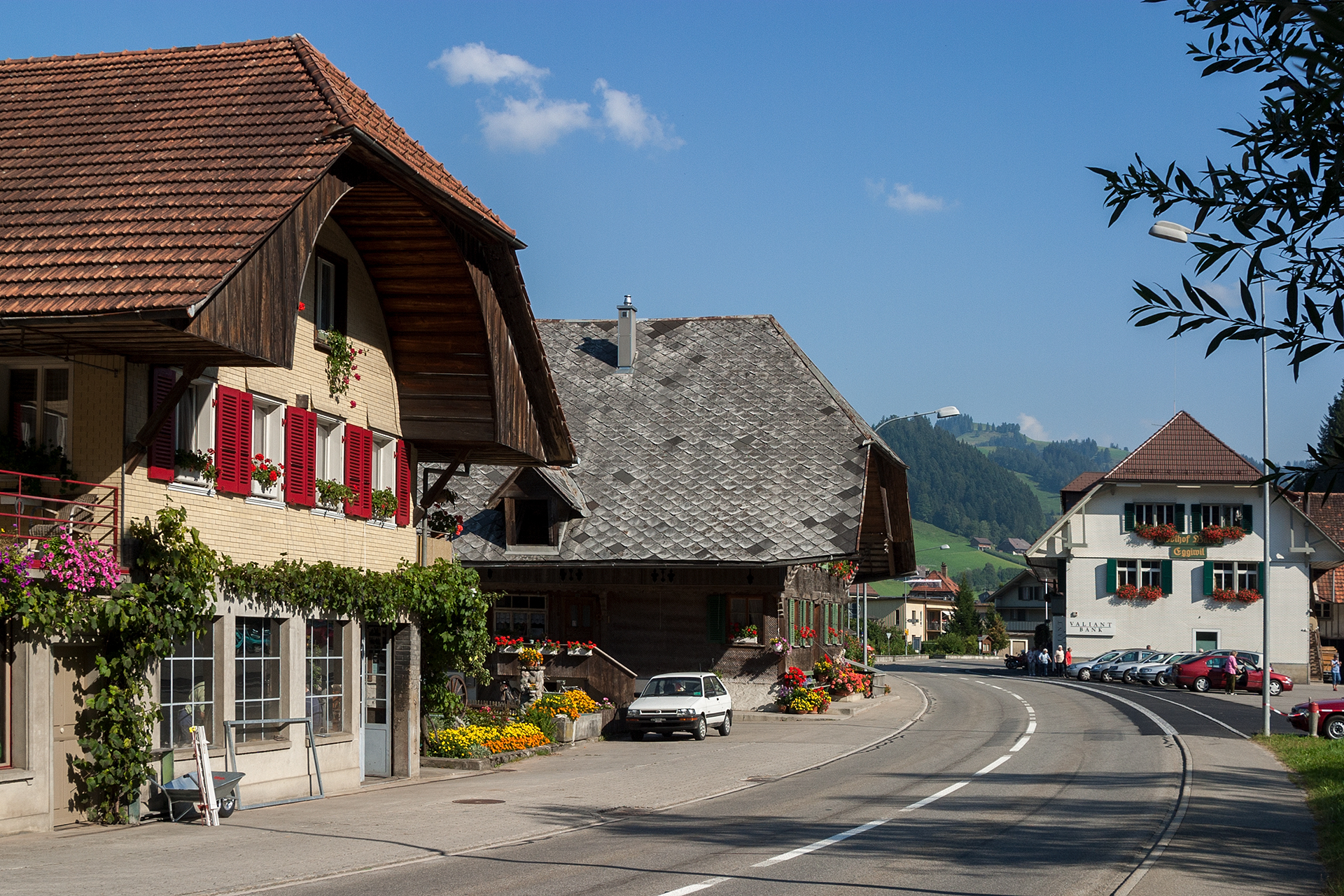
Durchgangsstrasse, Dorf
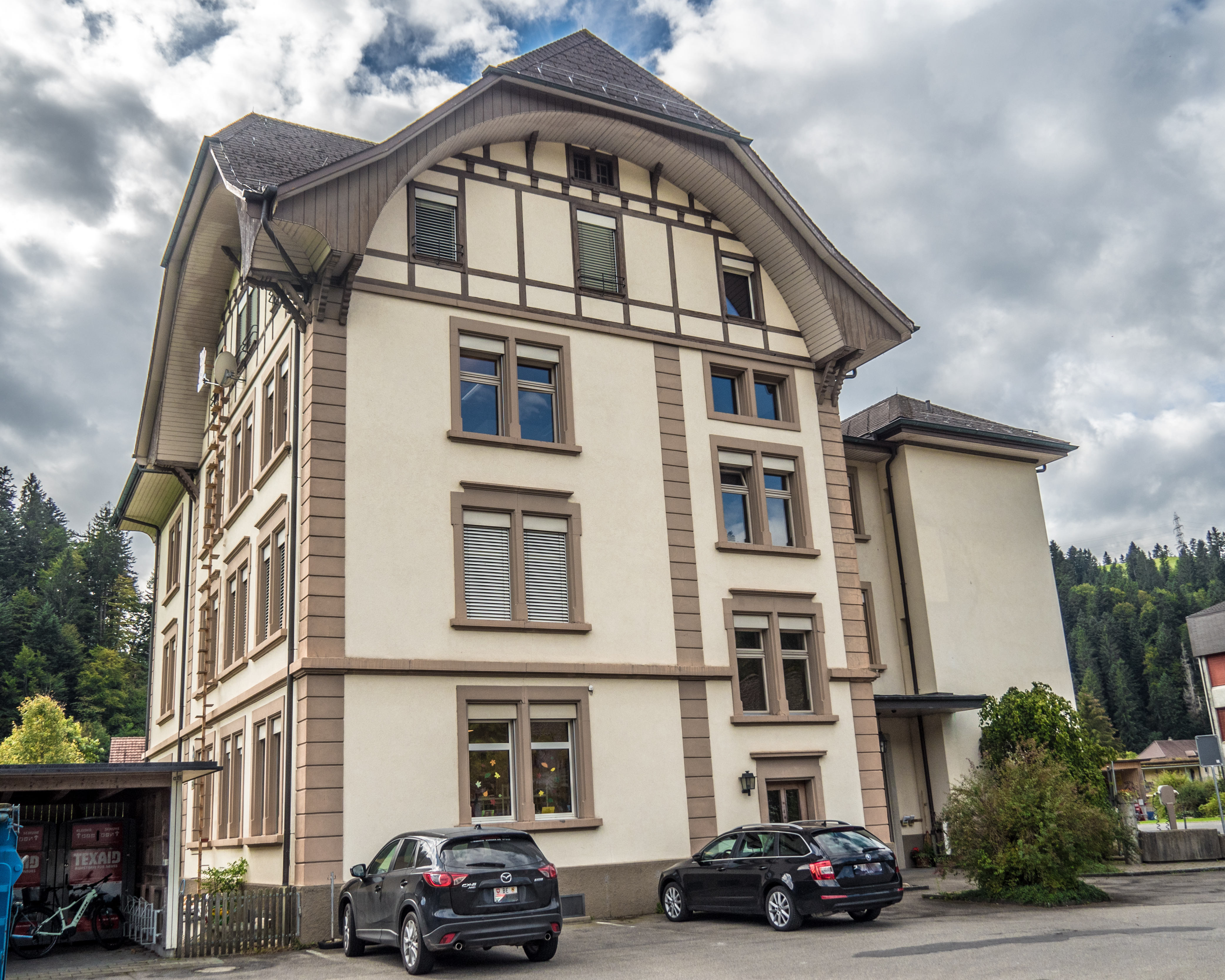
Gemeindehaus
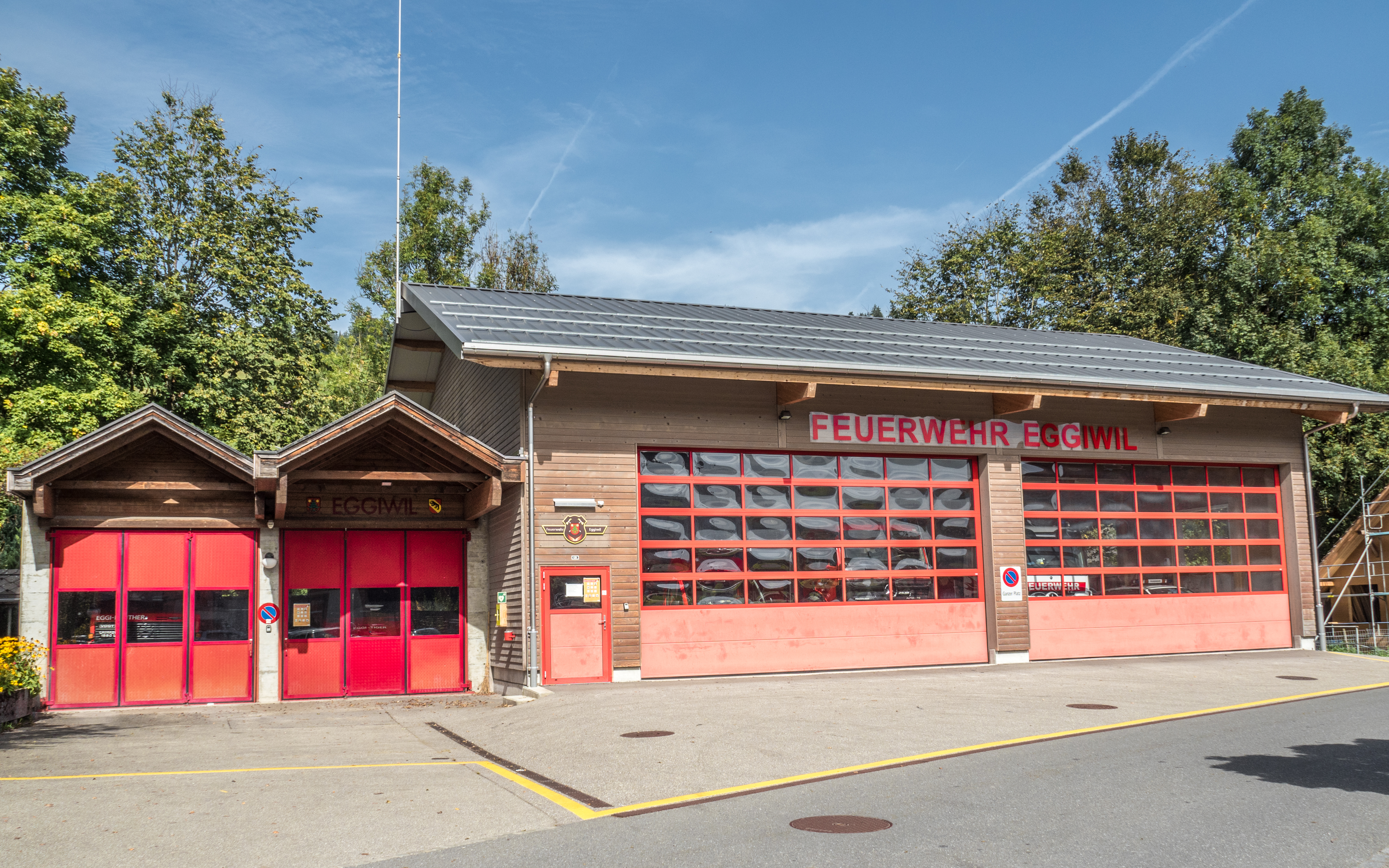
Feuerwehrhaus
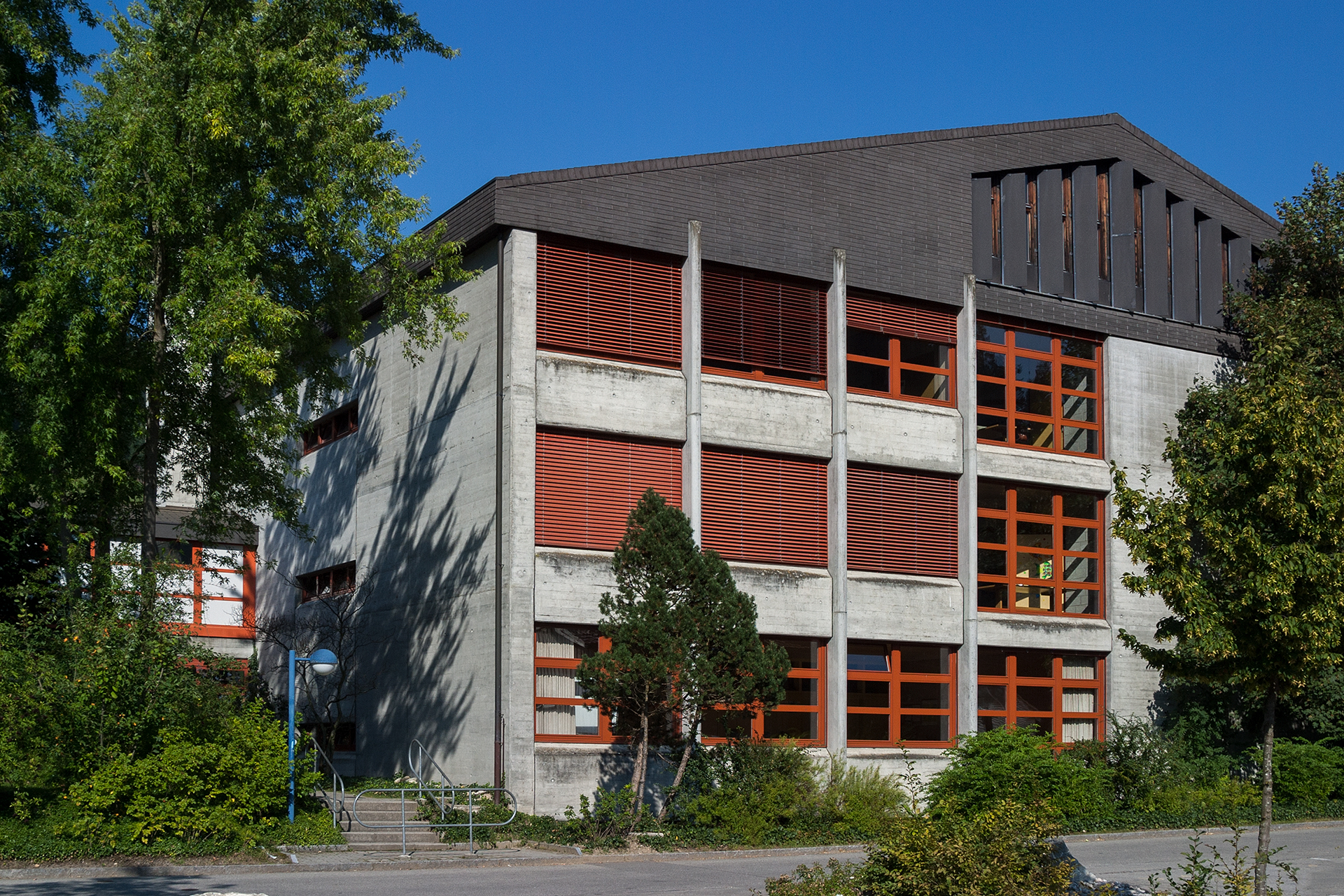
Schulhaus
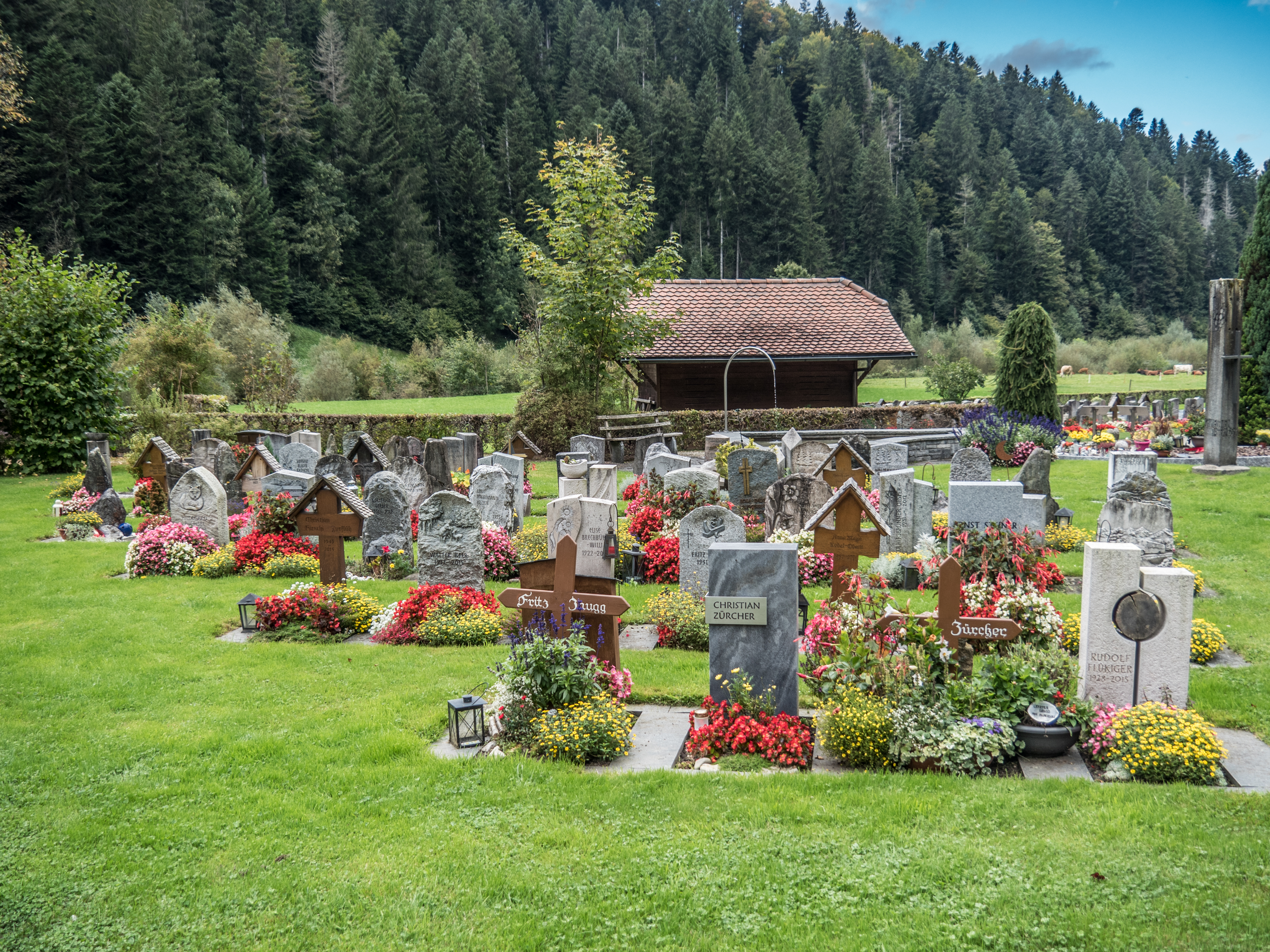
Friedhof
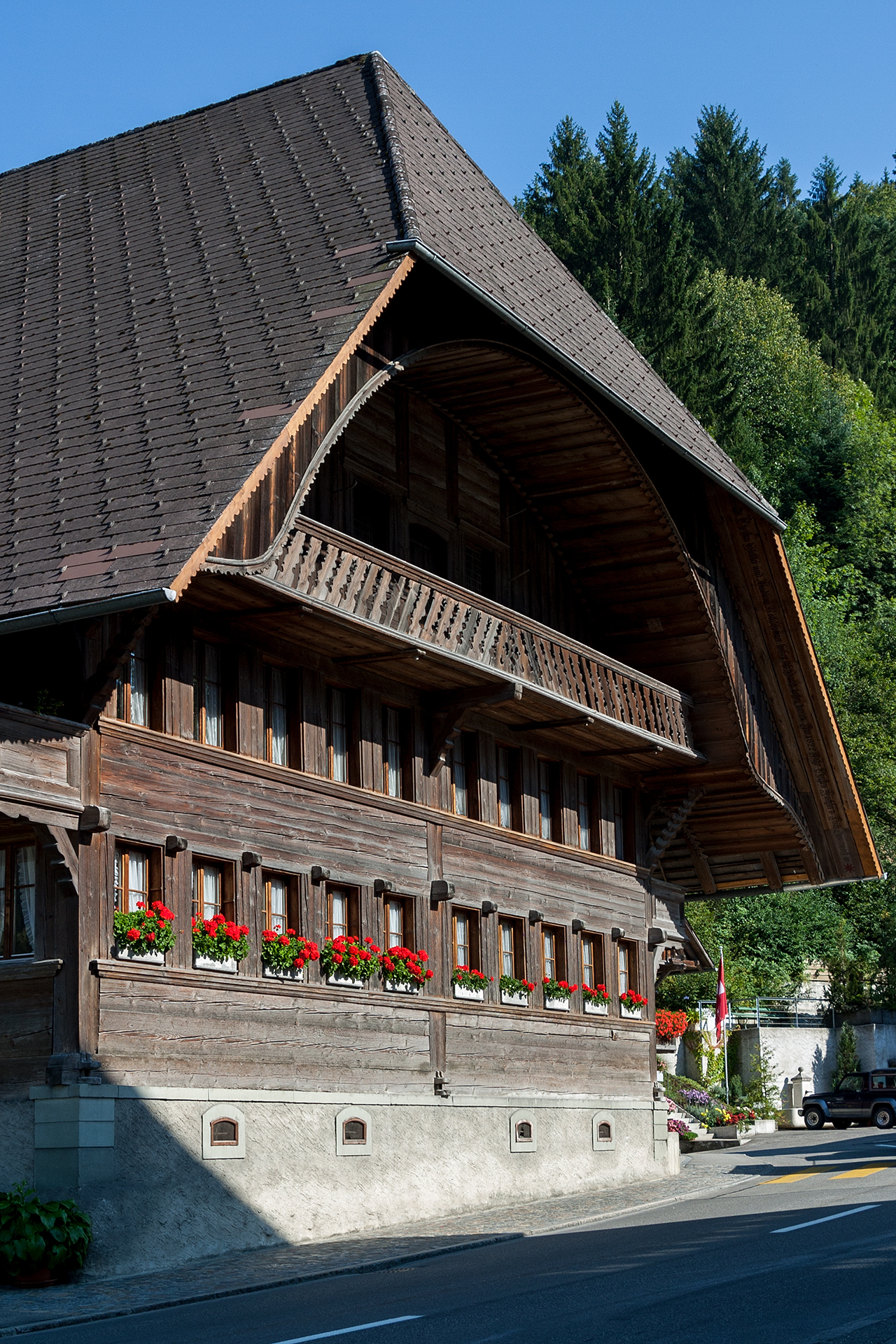
Emmentaler Bauernhaus
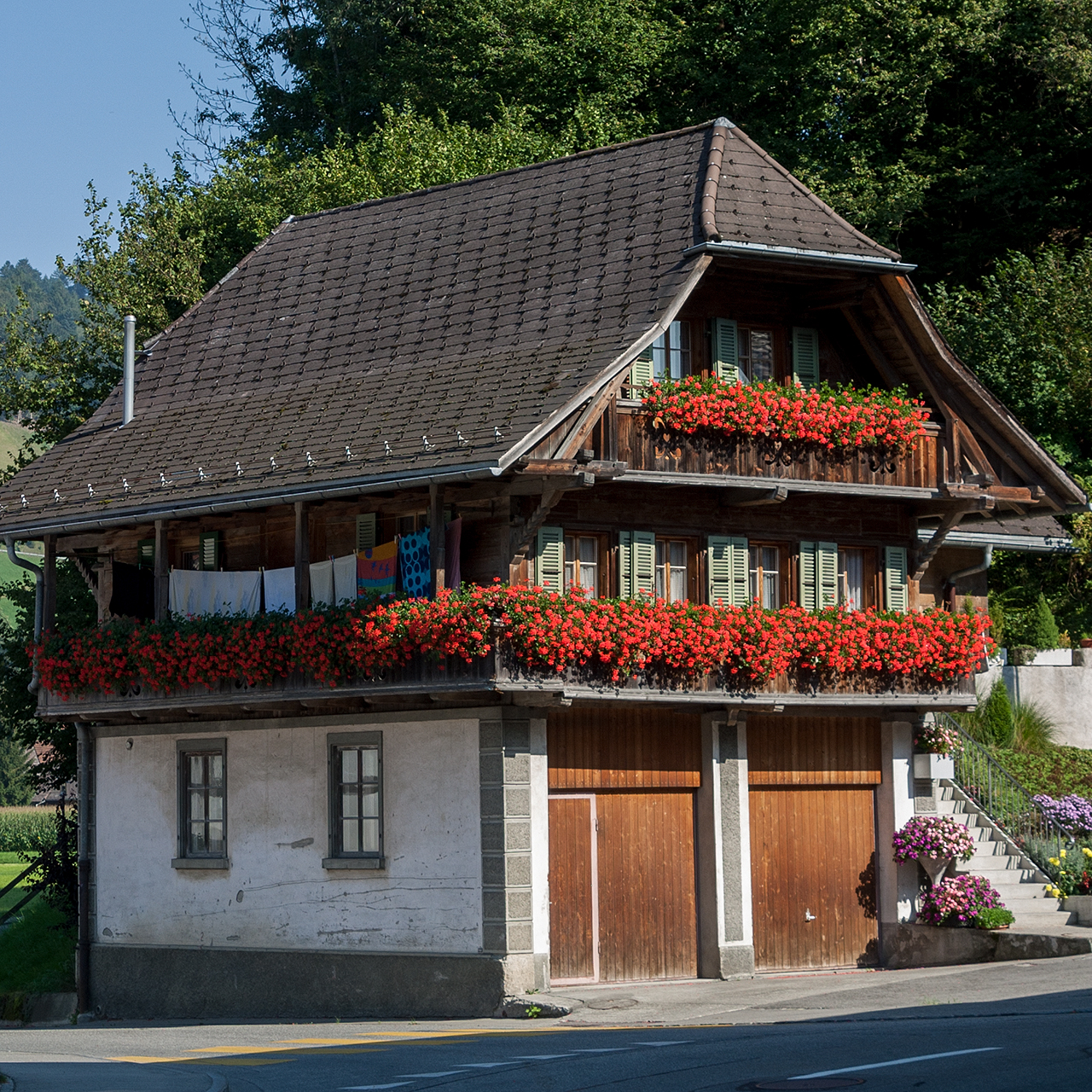
Stöckli
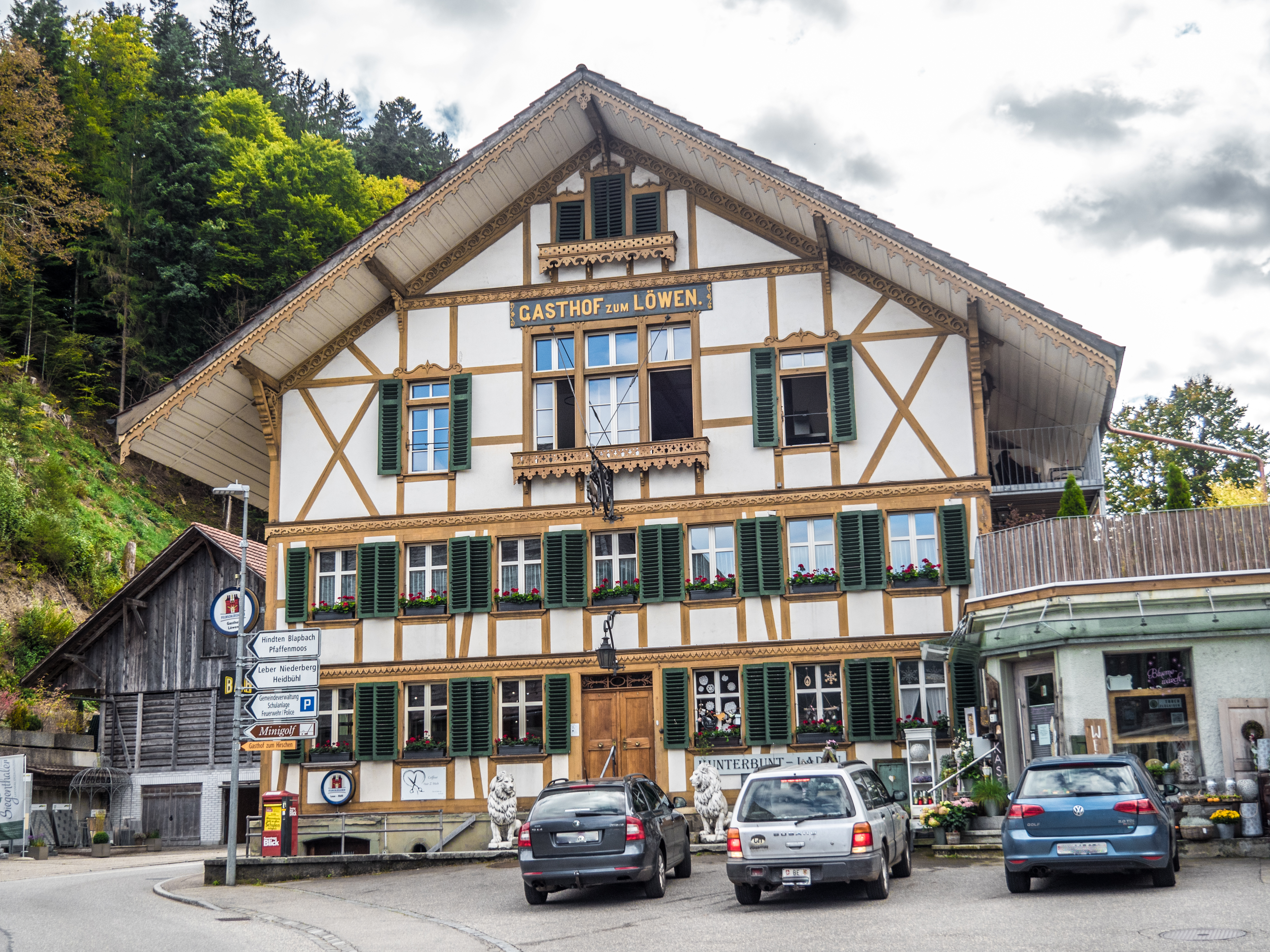
Gasthof zum Löwen
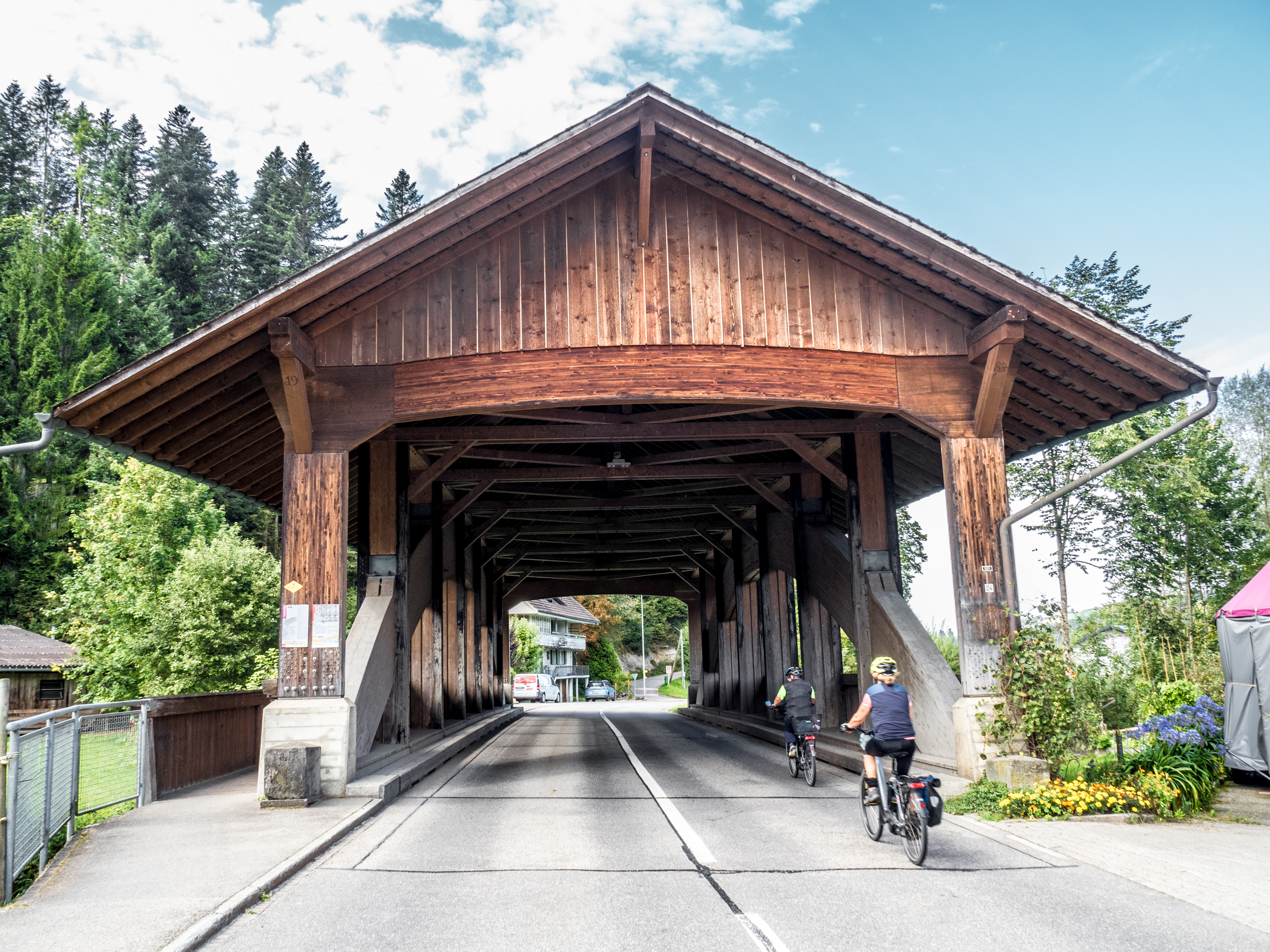
Dörflibrücke (gebaut 1984) über den Röthenbach
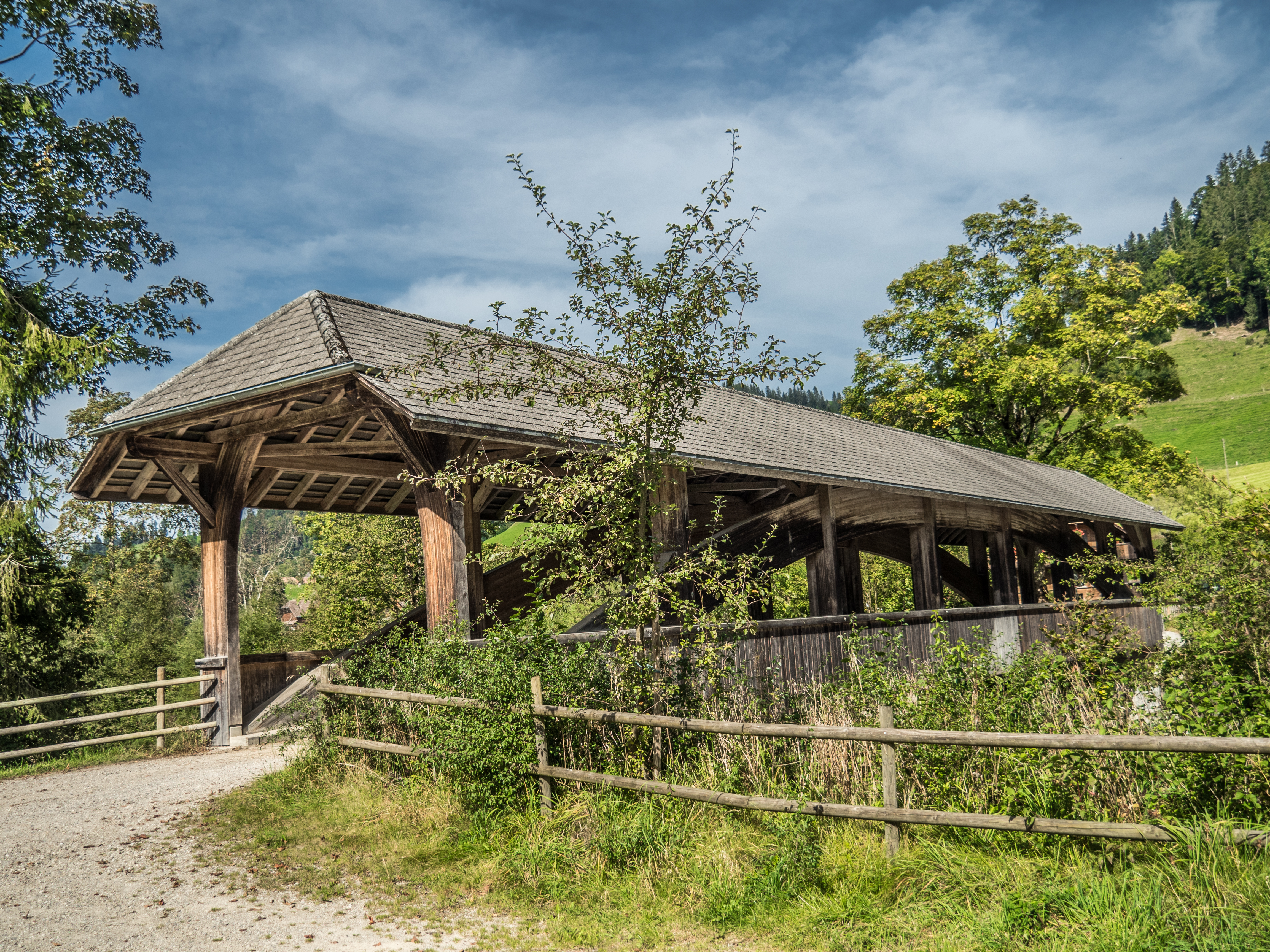
Buchschachenbrücke (gebaut 1996) über die Emme

## Besonderes
Eggiwil ist das typische Beispiel einer Streusiedlung im voralpinen Hügelgebiet. Die Hügel und «Chrächen» teilen die Gemeinde in verschiedene Weiler. Damit die Schulwege nicht unendlich lang werden, gibt es für die knapp 2500 Einwohner sechs Schulhäuser. Vier davon sind Gesamtschulen.

## Städtepartnerschaften
- Nová Včelnice, Tschechien

## Persönlichkeiten
- Friedrich Eymann (1887–1954), reformierter Theologe, Pädagoge und Anthroposoph, von 1913 bis 1928 als Pfarrer in Eggiwil
- Lukas Hartmann, Pseudonym für Hans-Rudolf Lehmann (* 1944), Schriftsteller und Ehemann von Simonetta Sommaruga, heimatberechtigt in Eggiwil
- Simonetta Sommaruga (* 14. Mai 1960 in Zug, heimatberechtigt in Lugano und Eggiwil), Schweizer Bundesrätin
- Bruno Brechbühl (* 1974), Eishockeyspieler
- Nicholas Steiner (* 1991), Eishockeyspieler